# Tadeusz Tatko
Tadeusz Tatko (ur. 5 stycznia 1926 w Warszawie, zm.  19 maja 2005 tamże) – polski inżynier budownictwa sanitarnego.

## Życiorys
W czasie wojny należał do Szarych Szeregów, ps. „Platon”. Walczył w powstaniu warszawskim w batalionie „Parasol”. Uczył się na tajnych kompletach, w 1945 roku ukończył Państwowe Gimnazjum i Liceum im. Stefana Batorego w Warszawie. Ukończył wydział budownictwa sanitarnego Politechniki Warszawskiej.
Pracował w biurach projektowych w kraju i zagranicą, m.in. w Libii, gdzie przez pięć lat był kierownikiem kontraktu; jego projekt kolektora Huty Warszawa został wyróżniony na wystawie Naczelnej Organizacji Technicznej.
Przez trzy kadencje był przewodniczącym środowiska żołnierzy „Parasol” Armii Krajowej, był przewodniczącym sądu koleżeńskiego zarządu głównego Światowego Związku Żołnierzy Armii Krajowej.

## Ordery i odznaczenia
- Krzyż Walecznych (dwukrotnie)[5]
- Virtuti Militari[3]
- Krzyż Kawalerski Orderu Odrodzenia Polski[5]